# ハンス・モーティア
ハンス・モーティア（Hans Mortier、本名：Jacob Grobbe、1924年1月28日 - 2010年12月15日）は、アメリカ合衆国で活動したオランダ出身のプロレスラー。
ボディビルで鍛え上げた筋骨隆々の肉体美を売り物に、後のマッチョ系レスラーのルーツとなるヒールとして活躍した。

## 来歴
第二次世界大戦後にアメリカへ渡り、ボディビルダーを経て1946年にデビュー。オハイオ地区を主戦場にオランダ人ヒールのダッチ・ハウレット（Dutch Howlett）として、1950年にはロニー・エチソン、アントニオ・ロッカ、カール・クラウザーらと対戦。6月22日にはハードボイルド・ハガティと組んで同地区認定のアメリカン・タッグ王座を獲得した。
1950年代中盤より覆面レスラーに変身し、グレート・ゾロ（Great Zorro）、マイティ・ゾロ（Mighty Zorro）などと名乗って活動。1956年12月30日にはハワイのホノルルにて、ルー・テーズのNWA世界ヘビー級王座に挑戦している。1958年6月19日にはテキサス西部のアマリロ地区において、ドリー・ファンクが返上して空位となっていたNWA北米ヘビー級王座の争奪トーナメントに出場。1回戦でジョー・ブランチャード、2回戦でボブ・エリオット、準決勝でボブ・ガイゲル、決勝でドン・カーティスを破り、新王者となった。
1963年、ドイツ空軍の飛行帽をかたどった金ラメのヘッドギアを被り、ハンス・モーティア（Hans Mortier）と名乗って素顔でWWWFに登場。6月21日と7月12日、ニューヨークのマディソン・スクエア・ガーデンにてブルーノ・サンマルチノのWWWF世界ヘビー級王座に連続挑戦した（6月21日の試合は、前月にバディ・ロジャースを破って新王者となったサンマルチノの、MSGにおける初防衛戦でもある）。WWWFではサンマルチノをはじめエドワード・カーペンティアやボボ・ブラジルとも抗争を展開、キラー・コワルスキーやゴリラ・モンスーンらと共にヒールのトップとして活躍した。
1966年11月、ターザン・ゾロ（Tarzan Zorro）のリングネームで覆面レスラーとして日本プロレスに初来日。12月1日に名古屋市金山体育館にて同じく初来日のフリッツ・フォン・エリックと組み、ジャイアント馬場&吉村道明が保持していたインターナショナル・タッグ王座に挑戦、3本勝負の1本目は吉村にフォールを取られたものの、1対1のタイスコアのまま60分時間切れ引き分けの戦績を残した。12月3日には日本武道館においてエディ・モロー（ジェリー・モローの実兄ジャック・クレインボーン）をパートナーに、馬場の返上で空位となっていたアジアタッグ王座を吉村&大木金太郎と争い、12月16日の台東区大会では大木の極東ヘビー級王座にも挑戦している。
その後はハンス・モーティアのキャラクターに戻り、1967年はハワイにてニック・ボックウィンクル、パンピロ・フィルポ、ディーン樋口、カーティス・イヤウケア、リッパー・コリンズ、カール・ゴッチらと対戦。同年下期からはWWWFに再登場、9月25日と10月23日のMSG定期戦において、王者サンマルチノに再び連続挑戦している。ニューヨークを離れるとフロリダ地区に参戦して、1969年1月28日にザ・グラディエーターことリック・ハンターからNWAフロリダ・ヘビー級王座を奪取。戴冠中は3月5日にマイアミ、3月8日にナッソーにて、ドリー・ファンク・ジュニアが保持していたNWA世界ヘビー級王座に挑戦した。
1969年10月より、ロード・チャールズ・モンタギュー（Lord Charles Montague）と名乗り、英国貴族をギミックとした新キャラクターとなってテキサス東部のダラス地区に登場。ジョニー・バレンタイン率いるヒール軍団の一員となって、キラー・カール・コックス、リッパー・シクナ、プロフェッサー・ボリス・マレンコらと共闘し、同地区のエース兼プロモーターだったフリッツ・フォン・エリックをはじめ、ミル・マスカラスやワフー・マクダニエルと抗争を展開した。
キャリア末期の1971年は再び覆面を被り、ミスター・X（Mr. X）のリングネームでカナダのモントリオール地区に参戦。6月21日にジョー・ルダックを破り、同地区のフラッグシップ・タイトルだったインターナショナル・ヘビー級王座を獲得、8月30日にアブドーラ・ザ・ブッチャーに敗れるまで保持した。陥落直後の9月、ドクター・X（Dr. X）の名義で国際プロレスに来日。ストロング小林、ラッシャー木村、サンダー杉山とシングルマッチで対戦し、同時参加したレッド・バスチェンやオックス・ベーカーともタッグを組んだ。その後は1972年まで、トロント地区にハンス・モーティアまたはターザン・ゾロとして出場していた。
晩年は闘病生活を続け、2010年12月15日に86歳で死去。日本マットには、それぞれ別名義の覆面レスラーとして2回参戦しているが、もっとも著名なギミックである素顔のハンス・モーティアとしての来日は実現しなかった。

## 得意技
- フルネルソン[3]

## 獲得タイトル
ミッドウエスト・レスリング・アソシエーション
- アメリカン・タッグ王座（オハイオ版）：1回（w / ハードボイルド・ハガティ）[5]

NWAウエスタン・ステーツ・スポーツ
- NWA北米ヘビー級王座（テキサス西部版）：1回[7]
- NWA世界タッグ王座（テキサス西部版）：1回（w / クルト・フォン・ポッペンハイム）[21]

NWAミッドパシフィック・プロモーションズ
- NWAハワイ・タッグ王座：1回（w / ジョニー・バレンド）[22]

チャンピオンシップ・レスリング・フロム・フロリダ
- NWAフロリダ・ヘビー級王座：1回[14]

NWAビッグタイム・レスリング
- NWAアメリカン・タッグ王座：1回（w / ボリス・マレンコ）[23]

インターナショナル・レスリング・アソシエーション
- インターナショナル・ヘビー級王座（ケベック版）：1回[18]